# Jaszkowo (województwo kujawsko-pomorskie)
Jaszkowo – wieś w Polsce położona w województwie kujawsko-pomorskim, w powiecie sępoleńskim, w gminie Sośno.
W latach 1975–1998 miejscowość administracyjnie należała do województwa bydgoskiego. Według Narodowego Spisu Powszechnego (III 2011 r.) liczyła 94 mieszkańców. Jest szesnastą co do wielkości miejscowością gminy Sośno.